# Clypeolampadidae
De Clypeolampadidae zijn een familie van uitgestorven zee-egels (Echinoidea) uit de superorde Neognathostomata. Deze familie is bekend als fossiel uit het Krijt van Frankrijk, Oman, Spanje en Turkije.

## Geslachten
- Clypeolampas Pomel, 1869 †
- Hungaresia Szörényi, 1955 †